# Station Bourg-en-Bresse
Station Bourg-en-Bresse is een spoorwegstation in de Franse stad Bourg-en-Bresse.